# پی‌ال‌زد ام۲۶
پی‌ال‌زد ام۲۶ (به انگلیسی: PZL_M26_Iskierka) یک هواگرد ملخ‌پیشین تک‌موتوره از نوع هواپیمای آموزشی ساخت شرکت PZL Mielec است. هواگرد پی‌ال‌زد ام۲۶ نخستین پروازش را در ۱۵ ژوئیه ۱۹۸۶ میلادی انجام داد. در مجموع، تعداد ۱۴ فروند از این هواگرد ساخته شده‌است.